# Dennis Morgan
Pour les articles homonymes, voir Morgan.

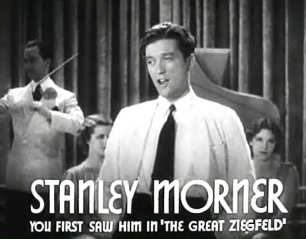
Denis Morgan fut d'abord crédité sous son nom de naissance "Stanley Morner" au début de sa carrière, comme ici dans Mama Steps Out (1937)

Dennis Morgan (20 décembre 1908 – 7 septembre 1994) est un acteur et chanteur américain.

## Biographie
En 1945, il joue le rôle de Jefferson Jones dans la comédie romantique Joyeux Noël dans le Connecticut face à Barbara Stanwyck.
Il fut aussi la vedette de God Is My Co-Pilot et la version tournée en 1943 du Chant du désert. Il était l'amant de Ginger Rogers dans les films Kitty Foyle et Le Verdict de l'amour. Morgan était une tête d'affiche de la Warner Bros. dans les années 1940, jouant avec son meilleur ami Jack Carson dans de nombreux films, où ils formaient souvent un duo de comédie. Ses meilleures années vont de 1943 à 1949.
Il incarne souvent un homme à femmes, insouciant et relaxé. Sa voix de ténor irlandais embellit ses rôles (même s'il était d'origine suédoise). Par la suite, on le retrouve dans des participations à la télévision, notamment dans Alfred Hitchcock Presents. Il se retire en 1955.
Il a une étoile à son nom sur Hollywood Blvd, et est aujourd'hui reconnu comme une figure de l'âge d'or du cinéma[réf. souhaitée].

## Filmographie partielle
- 1936 : I Conquer the Sea de Victor Halperin
- 1936 : Suzy de George Fitzmaurice
- 1936 : Le Grand Ziegfeld (The Great Ziegfeld) de Robert Z. Leonard chanteur de "A Pretty Girl is Like a Melody"
- 1936 : Jim l'excentrique (Piccadilly Jim) de Robert Z. Leonard
- 1937 : Mama Steps Out de George B. Seitz
- 1937 : Song of the City de Errol Taggart
- 1937 : Navy Blue and Gold de Sam Wood
- 1938 : Les Hommes volants (Men with Wings) de William A. Wellman
- 1938 : L'Évadé d'Alcatraz (King of Alcatraz) de Robert Florey
- 1938 : Illegal Traffic de Louis King
- 1939 : Persons in Hiding de Louis King
- 1939 : Waterfront de Terry O. Morse
- 1939 : No Place to go de Terry O. Morse
- 1939 : Le Retour du docteur X (The Return of Doctor X) de Vincent Sherman
- 1940 : The Fighting 69th de William Keighley
- 1940 : Kitty Foyle de Sam Wood
- 1940 : Three Cheers for the Irish de Lloyd Bacon
- 1940 : Tear Gas Squad de Terry O. Morse
- 1940 : Flight Angels de Lewis Seiler
- 1940 : River's End (en) de Ray Enright
- 1941 : Ma femme se marie demain (Affectionately Yours) de Lloyd Bacon
- 1942 : Les Chevaliers du ciel  (Captains of the Clouds)
- 1942 : L'amour n'est pas en jeu (In This Our Life)
- 1942 : Wings for the Eagle de Lloyd Bacon
- 1943 : La Manière forte (The Hard Way) de Vincent Sherman
- 1943 : Remerciez votre bonne étoile (Thank Your Lucky Stars)
- 1943 : Le Chant du désert (The Desert Song)
- 1944 : The Very Thought of You de Delmer Daves
- 1944 : Hollywood Canteen de Delmer Daves : Cameo
- 1945 : Bombes sur Hong-Kong (God Is My Co-Pilot)
- 1945 : Joyeux Noël dans le Connecticut (Christmas in Connecticut) de Peter Godfrey
- 1946 : One More Tomorrow de Peter Godfrey
- 1946 : La Fille et le Garçon (The Time, the Place and the Girl) de David Butler
- 1946 : Two Guys from Milwaukee de David Butler
- 1948 : Deux Gars du Texas (Two Guys from Texas) de David Butler
- 1947 : Rose d'Irlande (My Wild Irish Rose)
- 1948 : Ombres sur Paris (To the Victor)
- 1948 : One Sunday Afternoon
- 1949 : Les Travailleurs du chapeau (It's a Great Feeling)
- 1949 : The Lady Takes a Sailor
- 1950 : Perfect Strangers
- 1951 : Elle cherche un millionnaire (Painting the Clouds with Sunshine)
- 1952 : La Reine du hold-up (This Woman Is Dangerous)
- 1952 : Panique à l'Ouest (Cattle Town)
- 1955 : Les Perles sanglantes (Pearl of the South Pacific) de Allan Dwan